# La Leccia
La Leccia è una località del comune italiano di Castelnuovo di Val di Cecina, nella provincia di Pisa, in Toscana.
Il borgo sorge nel territorio della frazione di Sasso Pisano, lungo la strada che collega quest'ultimo a Larderello, nascosto tra le colline che dividono le sorgenti del fiume Cornia dalla valle del torrente Pavone.

## Storia
Le prime notizie risalgono al 1028, quando il castello e la rocca furono oggetto di una transazione tra personaggi appartenenti alla casata dei Cadolingi. All'inizio del XII secolo nel castello fu redatta una donazione da parte di alcuni conti Aldobrandeschi al monastero benedettino di San Piero di Monteverdi al quale, nel 1176, papa Alessandro III confermò la proprietà di un sesto del castello. Sulla Leccia avevano diritti anche i presuli di Volterra, diritti confermati dai papi Alessandro III e Urbano III (nel 1186).
Al vescovo Ildebrando Pannocchieschi, sempre nel 1186, Arrigo VI confermò il possesso del castello. Nonostante queste rivendicazioni episcopali, la reale sovranità era in mano al Comune di Volterra, impegnato ad espandere il controllo sul territorio. Il XIII secolo fu così contrassegnato da continue lotte tra il Comune cittadino e i Vescovi. 
Il Comune di Volterra ottenne nel 1204 la sottomissione degli uomini del castello. Ma nel 1259 il vescovo Ranieri pretendeva ancora di riscuotervi la tassa del frodo: la soluzione fu trovata nel 1264 con una sorta di condominio tra il Vescovo e il Comune di Volterra.

## Monumenti e luoghi d'interesse

### Il borgo

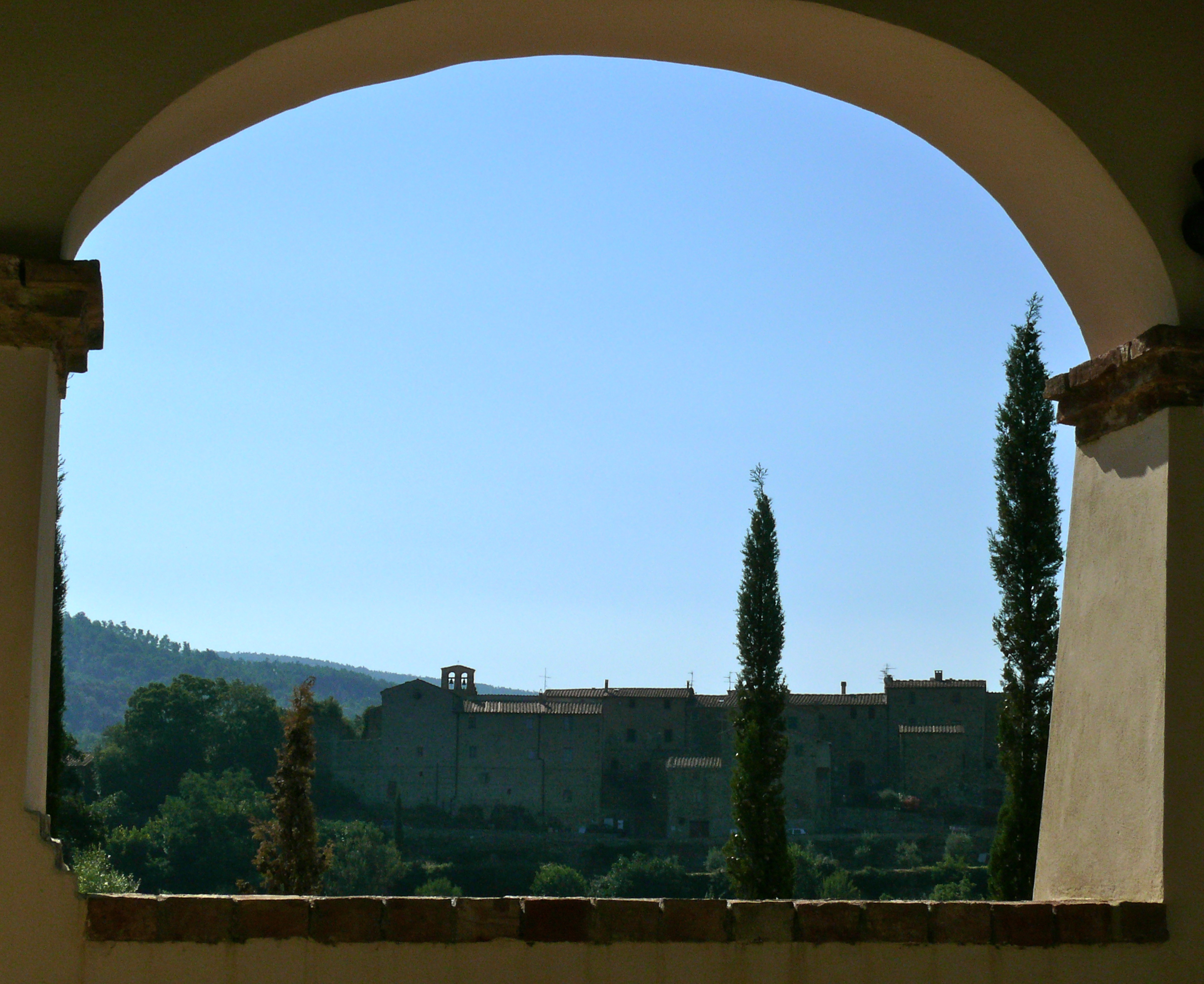
La Leccia di Sasso Pisano veduta dal Santuario della Madonna del Libro

Il borgo, circondato da querce, ulivi e lecci (da cui trae il nome), si caratterizza anche per le orchidee che nascono spontaneamente nei pascoli e nelle radure circostanti. Come altri borghi presenti sul territorio, conserva, in piccolo, la struttura medievale.

### La chiesa di San Bartolomeo Apostolo
La chiesa di San Bartolomeo Apostolo, risalente al XIII secolo, rimase sotto la giurisdizione della pieve Morba come semplice rettorìa (chiesa non parrocchiale affidata ad un ecclesiastico) fino al 1477, quando fu elevata al grado di parrocchia con la denominazione di Pieve. Alla fine del Cinquecento una frana travolse parte della Pieve. Altri crolli si verificarono nel XVIII e XIX secolo. I numerosi rimaneggiamenti e restauri cui è stata sottoposta la chiesa ne hanno alterato l'aspetto originario.
Le due campane della chiesa risalgono una al 1632 (donata dalla popolazione scampata alla peste), l'altra al 1333, come si legge dell'iscrizione latina incisa sul corpo in bronzo. Questa campana proviene probabilmente dalla Cappella della Madonna del Latte, oggi scomparsa, come starebbe ad indicare l'immagine della Madonna che allatta il Bambino, anch'essa incisa sopra l'iscrizione. All'interno della chiesa viene conservato il dipinto La Madonna del Libro.

### Il dipinto "La Madonna del Libro" (1599)
La Madonna del Libro era originariamente destinato alla Chiesa della Madonna del Libro. 
Nel dipinto la Vergine è colta nell'atto di leggere il libro che tiene nella mano destra. Lo sguardo è vivo e appassionato, come si nota dall'accenno di sorriso. La posa del Fanciullo contribuisce a comunicare la generale atmosfera di raccoglimento che si respira nel dipinto e la sua mano benedicente svela l'oggetto della lettura: la Sacre Scritture. 
Il dipinto è opera di Matteo Gondi, detto Matteo da Leccia, detto anche "il Perez" (1540-1632) originario del borgo.

### Il santuario della Madonna del Libro

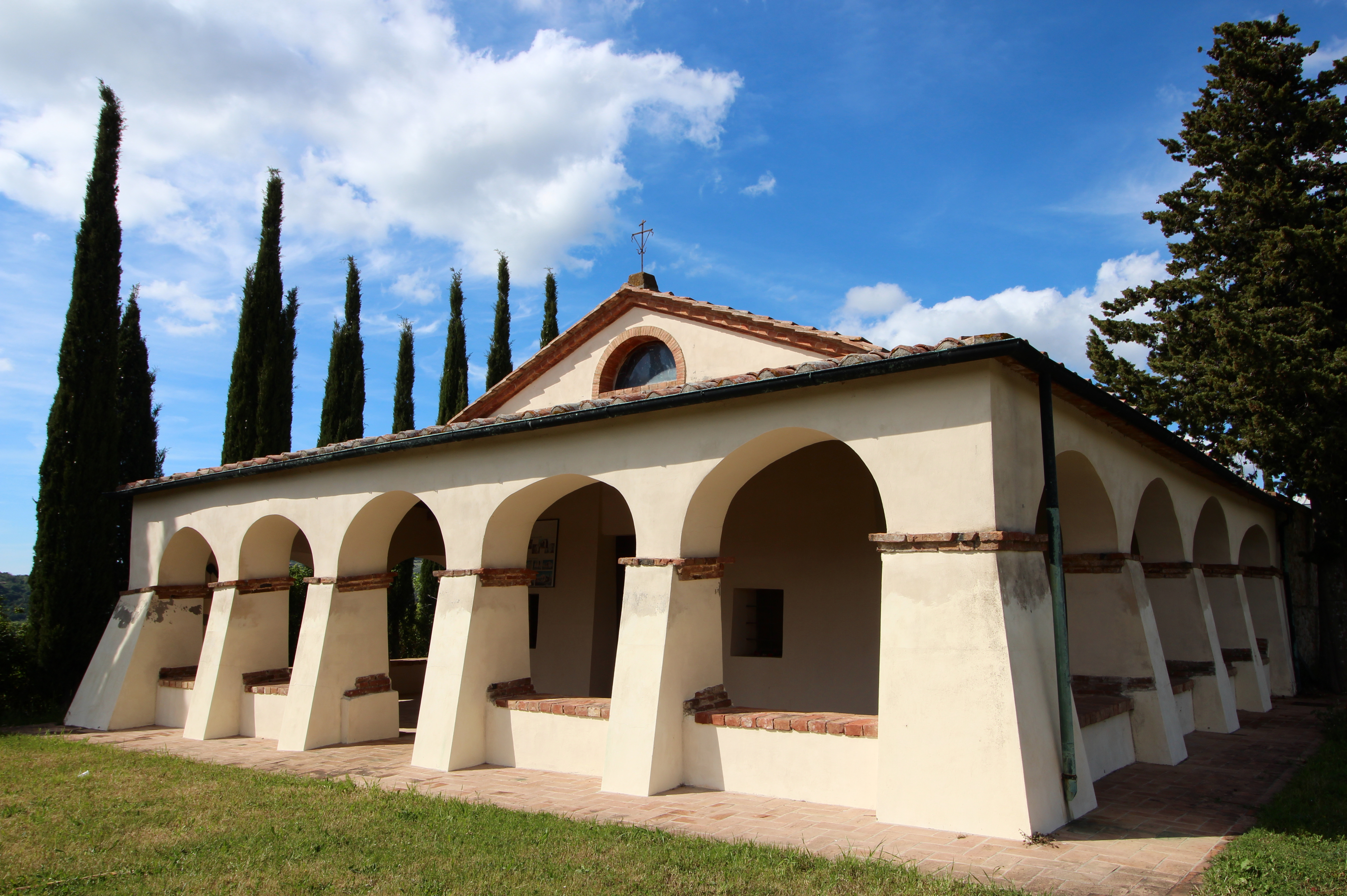
Santuario della Madonna del Libro

L'origine del santuario è strettamente legata ad un evento miracoloso durante la guerra, nel 1472, tra Lorenzo de' Medici e il Comune di Volterra per il possesso delle miniere di allume nel vicino borgo di Sasso Pisano. La popolazione della Leccia pregò assiduamente la Vergine per chiedere protezione dalle terribili devastazioni compiute dalle milizie fiorentine, finché questa non apparve ad una donna promettendo la sua benevolenza e assicurando l'imminente pace. Il nome della chiesa deriva dal dipinto La Madonna del Libro, qui conservato fino a pochi anni fa e poi spostato nella vicina chiesa di San Bartolomeo Apostolo.
La caratteristica che rende unico il santuario è il portico trilatero che avvolge la struttura al punto da riscriverne la pianta che da una forma a "T" diviene triangolare. Il portico conferisce un aspetto del tutto inconsueto alla chiesa, rendendola all'epoca unica non solo in Toscana ma in tutta Italia. Tale peculiarità nasce dall'essere, se non l'unica, almeno la prima struttura di derivazione andina da noi conosciuta. Questo modello fu probabilmente importato da Matteo da Leccia di ritorno in patria dal suo soggiorno a Lima nei primi anni del Seicento.

### Castel Volterrano
Castel Volterrano fu probabilmente eretto dal Vescovo o dal Comune di Volterra come rocca al confine tra le sorgenti del Cornia e quelle del Possera. Agli inizi del XV secolo era ancora comune a sé, ma nel 1447 venne assalito e distrutto dalle truppe di Alfonso di Aragona.

### La Fonte del latte
Nei pressi del borgo una sorgente chiamata la Fonte del Latte versa da secoli una vena d'acqua leggermente tiepida che, si narra, vanta la miracolosa capacità di far tornare il latte alle neo-madri che malauguratamente lo abbiano perso. Le leggendarie proprietà della fonte conobbero una crescente risonanza da quando nel XVI secolo Andrea Bacci, medico di papa Sisto V, ne pubblicizzò il miracoloso valore terapeutico. 
Nel XIV secolo la sorgente vide la costruzione di una Cappella che portava il suo nome. Della cappella oggi non rimane alcuna traccia per effetto di una grande piena dell'adiacente fiume Cornia.
Tra le storie popolari possiamo segnalarne una: nella roccia sovrastante la sorgente era stata realizzata una nicchia per porvi un quadro in terracotta raffigurante la Madonna. La donna che non aveva latte vi portava tre pegni, beveva tre o quattro sorsate d'acqua e recitava una preghiera. Sulla strada del ritorno, le mammelle della donna si riempivano di latte. Gli avventori che successivamente giungevano sul luogo dovevano scegliere uno dei tre pegni, portarselo appresso ed elevare una preghiera alla Madonna affinché, grazie al recuperato latte materno, il bambino crescesse sano e forte. Il rituale si ripeteva con i successivi avventori nei confronti di sempre nuovi pegni.

## Sagre e feste paesane
La festa più famosa che si tiene alla Leccia è la Festa del 1º maggio. Tipica anche la Festa della Madonna della Grandine.

## Altre immagini

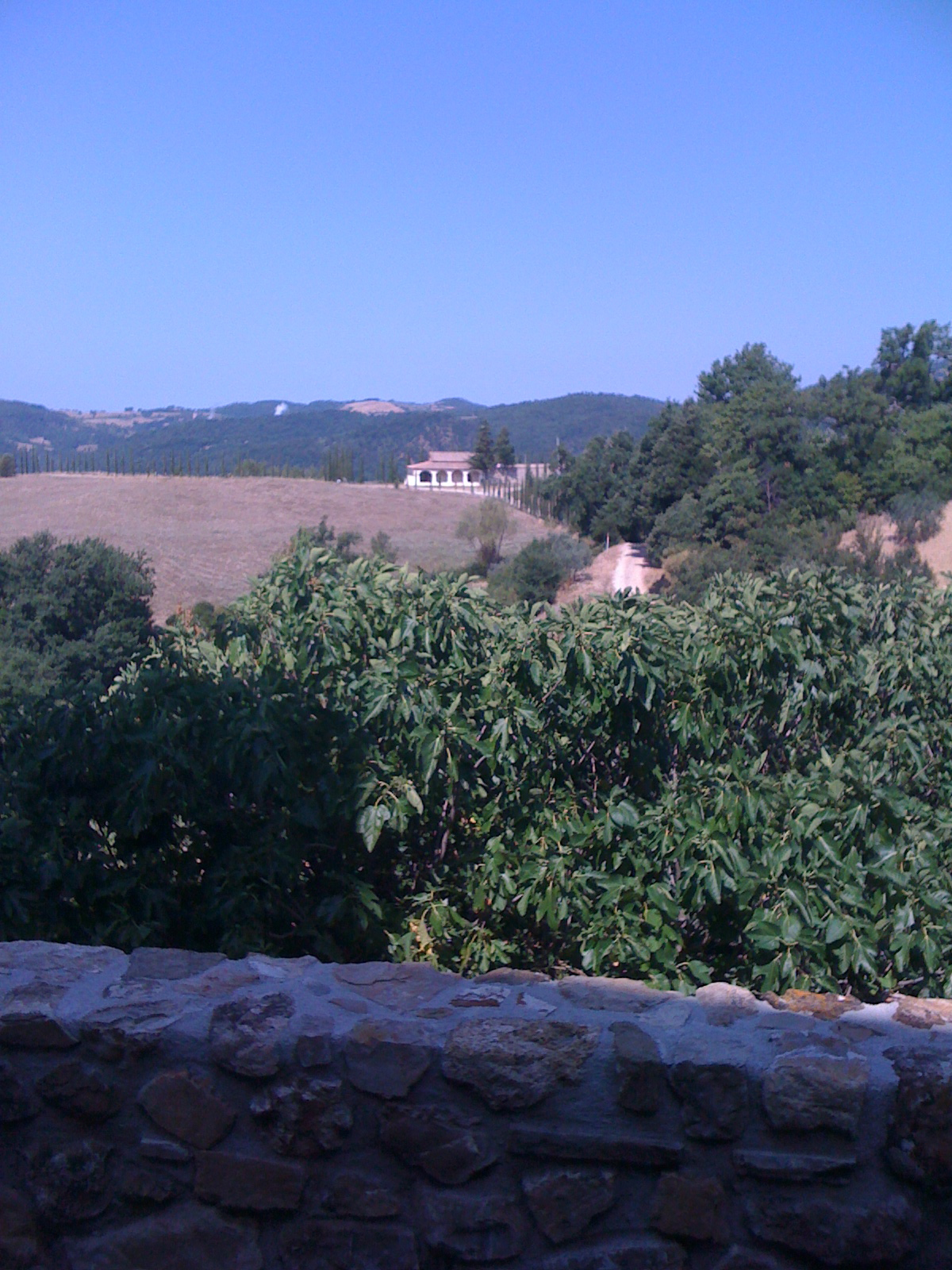
Veduta del Santuario della Madonna del Libro dal borgo medievale La Leccia di Sasso Pisano
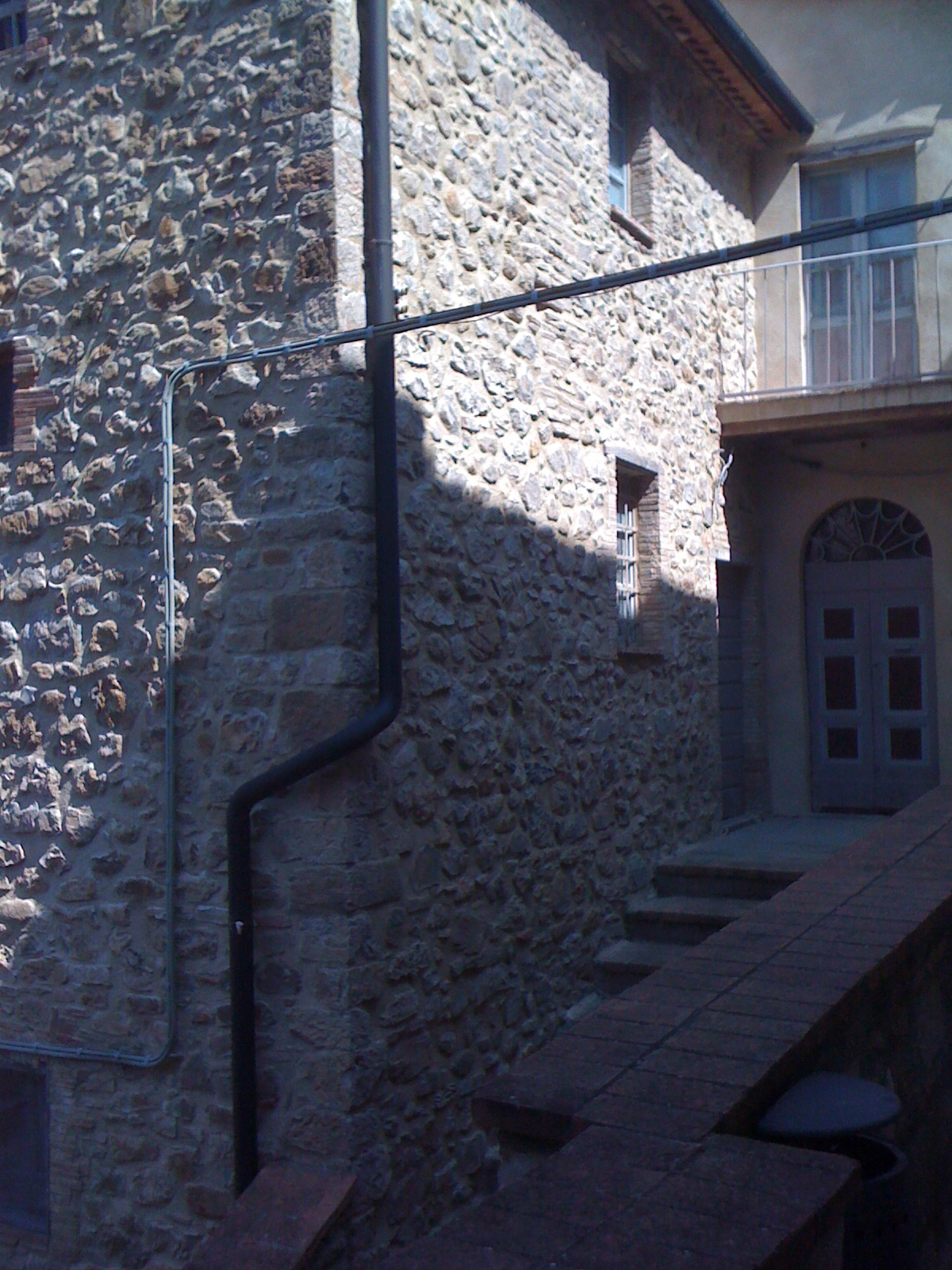
Borgo medievale La Leccia di Sasso Pisano, dettaglio
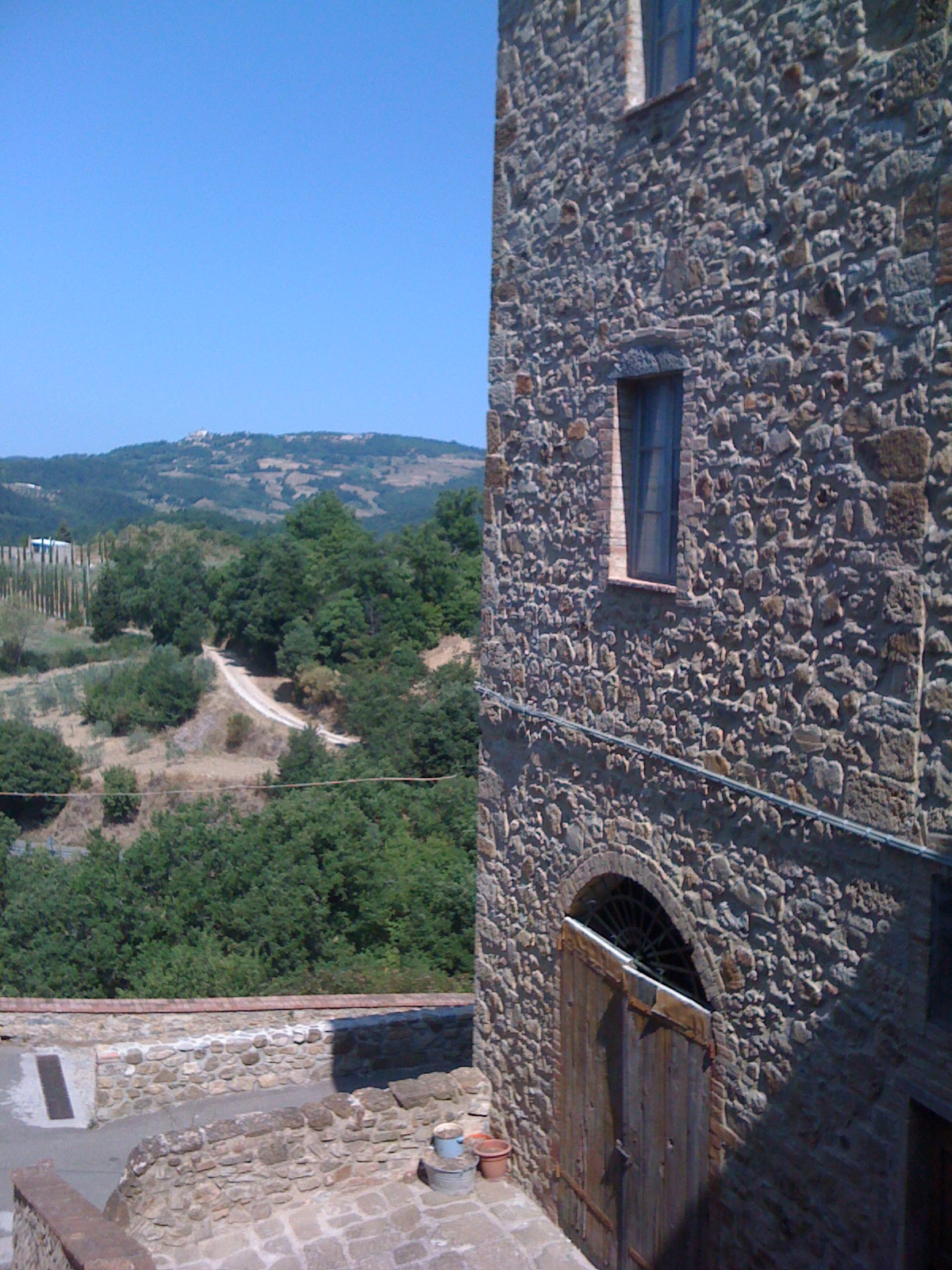
Borgo medievale La Leccia di Sasso Pisano, dettaglio
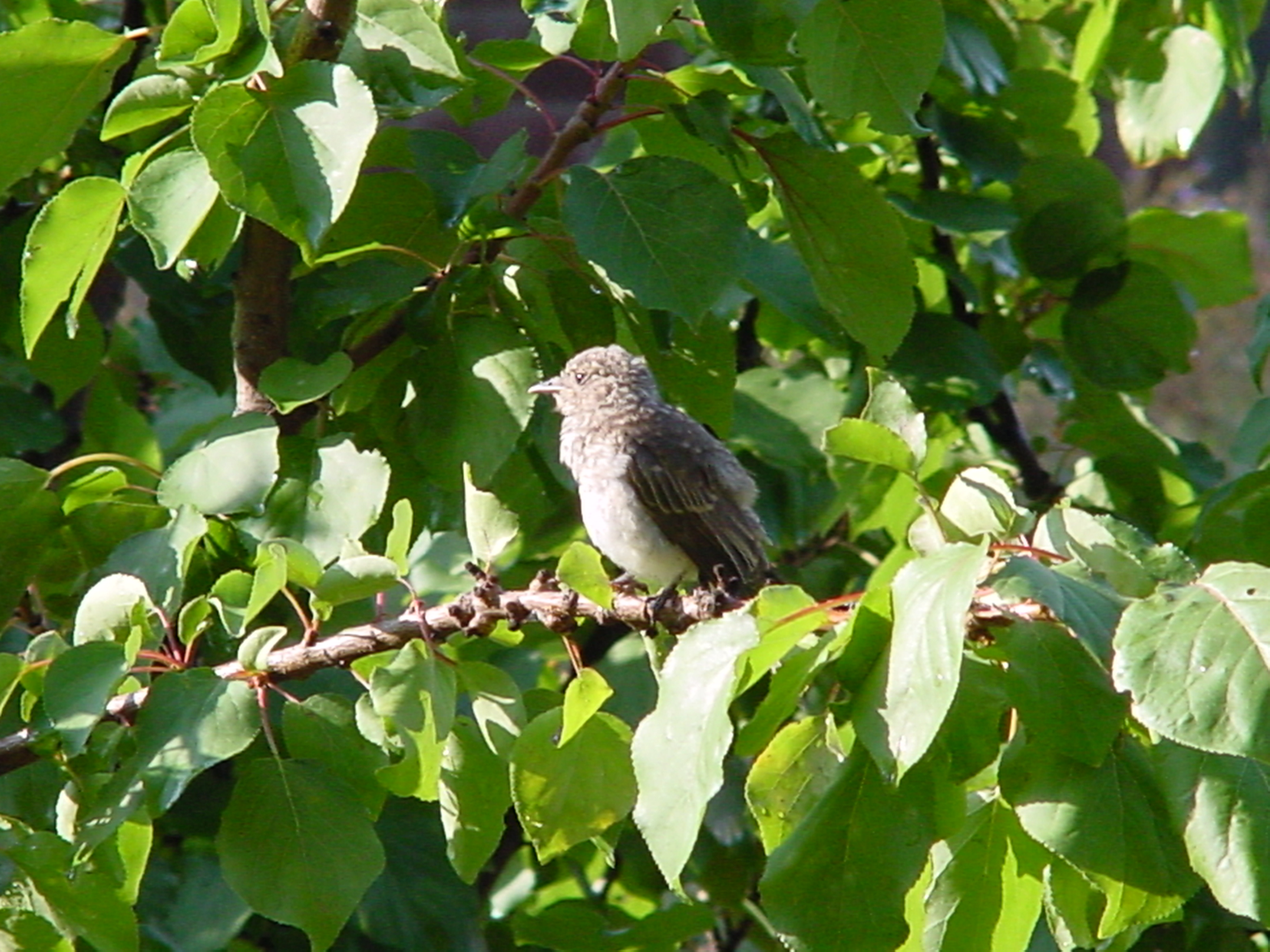
Campagna di Sasso Pisano e La Leccia